# La Grenouillére
 La Grenouillère (francosko Bain à la Grenouillère) je slika impresionističnega slikarja Clauda Moneta. (olje na platnu, 74.6 cm x 99.7 cm).

## Zgodovina
Monet je napisal 25. septembra 1869 v pismu Frédéricu Bazillu: »Imam sanje, sliko (tableau), kopališče La Grenouillère, za katero sem naredil nekaj slabih skic (pochades), vendar so samo sanje . Pierre-Auguste Renoir, ki je pravkar preživel dva meseca tukaj, prav tako želi slikati to sliko«. Monet in Renoir, oba obupno revna, sta si bila takrat precej blizu. 
Slika tukaj in ena v Londonski narodni galeriji (Kopalci v La Grenouillere, olje na platnu, 73 x 92 cm) so verjetno skice, ki jih je Monet omenil v svojem pismu. Večja slika, ki je zdaj izgubljena, vendar je bila prej v zbirki Arnhold v Berlinu, bi lahko bila tableau, o kateri je sanjal . Grobe in ustvarjalne poteze čopiča so očitno skice. Za svoje razstavljene slike je Monet v tem času običajno iskal bolj občutljivo in skrbno umerjeno površino. Skoraj identična sestava istega predmeta Renoirja je v Nationalmuseumu v Stockholmu. Dva prijatelja sta nedvomno delala drug ob drugem.
La Grenouillère je bilo priljubljeno letovišče za ljudi srednjega razreda, ki ga je sestavljalo zdravilišče, čolnarjenje in plavajoča kavarna. Optimistično promovirano kot "Trouville-sur-Seine", je bilo postavljeno na Seni pri Bougivalu, zlahka dostopno z vlakom iz Pariza, prav tako pa je bilo nagrajeno z obiskom cesarja Napoleona III. s svojo ženo in sinom. Monet in Renoir sta v La Grenouillèru našla idealno temo za slike prostega časa, ki sta jih upala prodati.

## Opis
Kot v svoji zgodnejši sliki Vrt v Sainte-Adresse, se je Monet osredotočil na ponavljajoče se elemente - valove na vodi, listje, čolne, človeške figure - za tkanje s čopičem ki, čeprav odločno potegne, ohranja močno opisno kakovost.

## Poreklo
Slika je sedaj v New York Metropolitan Museum of Art. Leta 1929 jo je podarila gospa H. O. Havemeyer